# Graphania homoscia
Graphania homoscia är en fjärilsart som beskrevs av Edward Meyrick 1886. Graphania homoscia ingår i släktet Graphania och familjen nattflyn. Inga underarter finns listade i Catalogue of Life.